# Šuja, Slovacia
Šuja este o comună slovacă, aflată în districtul Žilina din regiunea Žilina, pe malul râului Rajčanka⁠(d). Localitatea se află la altitudinea de 467 m deasupra n.m., se întinde pe o suprafață de 2,42 km2 și în 2017 număra 330 de locuitori.

## Istoric
Localitatea Šuja este atestată documentar din 1393.

## Demografie
| An:                | 1994 | 2004 | 2014   | 2024   |
| ------------------ | ---- | ---- | ------ | ------ |
| Număr de persoane: | 0    | 318  | 304    | 323    |
| Diferență:         |      | –    | −4,40% | +6,25% |

| An:                | 2023 | 2024   |
| ------------------ | ---- | ------ |
| Număr de persoane: | 318  | 323    |
| Diferență:         |      | +1,57% |